# Rhamphostomella gigantea
Rhamphostomella gigantea is een mosdiertjessoort uit de familie van de Umbonulidae. De wetenschappelijke naam van de soort is voor het eerst geldig gepubliceerd in 1952 door Osburn.